# I Got 5 on It
I Got 5 on It is een nummer van het Amerikaanse hiphopduo Luniz uit 1996, in samenwerking met de R&B-zanger Michael Marshall. Het is de eerste single van Luniz' debuutalbum Operation Stackola.
"I Got 5 on It" gaat over blowen. Het nummer bevat samples van de nummers "Why You Treat Me So Bad" van Club Nouveau, "Jungle Boogie" van Kool & the Gang en "Top Billin'" van Audio Two. "I Got 5 on It" werd in veel landen een regelrechte top 10-hit. Het haalde de 8e positie in de Amerikaanse Billboard Hot 100. In de Nederlandse Top 40 wist het de nummer 1-positie te bereiken, en in de Vlaamse Ultratop 50 haalde het de 5e positie.